# Mario Mocenni
Mario Mocenni (ur. 22 stycznia 1823 w Montefiascone, zm. 14 listopada 1904 w Rzymie) – włoski duchowny katolicki, dyplomata, wysoki urzędnik Kurii Rzymskiej, kardynał.

## Życiorys
Święcenia kapłańskie otrzymał 20 grudnia 1845. Był prywatnym szambelanem Jego Świątobliwości, a także audytorem nuncjatury w Austrii. 24 lipca 1877 otrzymał nominację na tytularnego arcybiskupa Eliopoli di Fenicia. Sakry udzielił mu kardynał Alessandro Franchi. Zaraz po konsekracji został delegatem apostolskim do Ekwadoru, Peru, Kolumbii, Wenezueli, Gwatemali, Kostaryki, Hondurasu i Nikaragui. W 1882 przeniesiony na stanowisko internuncjusza do Brazylii. Wrócił stamtąd po kilku miesiącach i rozpoczął pracę w Kurii Rzymskiej, papież Leon XIII cenił go bowiem za zdolności ekonomiczne. Został substytutem w Sekretariacie Stanu i kardynałem, ale głównym jego zadaniem była ekonomiczna strona nominacji kardynalskich. Każdy nowy kardynał musiał bowiem pokryć koszty własnego pogrzebu, który był bardzo kosztowny. Zadaniem Mocenniego było pobieranie tychże opłat. Wielu purpuratów zaciągało u niego pożyczki, których często nie dali rady spłacić, szczególnie gdy umierali przedwcześnie. W 1894 podniesiony do rangi kardynała-biskupa Sabiny.  Odpowiadał też za finansową stronę konklawe 1903, gdzie drastycznie oszczędzał na wydatkach, każąc na przykład kardynałom, by na konklawe zabrali tylko po jednym konklawiście i służącym. Zmarł rok później i pochowany został na cmentarzu Campo Verano.